# Caloptilia fribergensis
Caloptilia fribergensis is een vlinder uit de familie mineermotten (Gracillariidae). De wetenschappelijke naam is voor het eerst geldig gepubliceerd in 1871 door Fritzsche.
De soort komt voor in Europa.